# 땅채송화
땅채송화(Sedum oryzifolium Makino)는 돌나무과의 여러해살이풀이다. 한국의 중부 이남과 일본에 분포하며, 바닷가 바위 위에 자란다.

## 특징
땅채송화의 다육질의 긴 줄기에서 곧추서는 줄기와 실뿌리가 나며 바닷가의 바위틈이나 모래땅에서 자라는 여러해살이풀. 높이는5~15cm이다. 잎은 어긋나며 넓은 선형으로 길이 2에서 5mm로 자라며 자른 면은 반타원형이다. 꽃은 5월에서 6월에 줄기 끝에서 갈라진 2-3개의 가지에서 안목상 취산꽃차례로 달리며 색은 노란색인 4에서 6수성이다. 꽃받침옆 역시 다육질이며 꽃잎의 길이는 4에서 5mm이며 넓게 퍼지는 형태로 핀다.

## 번식과 관리법

### 번식법
땅채송화는 꽃이 피는 시기가 아닌 때에 번식이 가능하며, 마디 뿌리를 떼어 내서 모래나 상토에 심으면 열흘 정도 지나 뿌리를 완전히 내리게 된다. 줄기를 꺾꽂이해서 번식하기도 한다. 2줄기를 이용해 1년 동안 번식을 하면 약 3,000개의 성묘를 얻을 수 있을만큼 번식력이 좋다.

### 관리법
햇볕이 잘들고 물 빠짐이 좋은 곳에서 잘 자란다. 화분이나 화단에서도 잘 자라며 세덤류와 혼식하거나 다른 초화류 밑에 심으면 수분 증발도 막는다고 한다. 화단에서는 돌 틈에 약간의 흙이 있는 곳에 집단으로 심으면 된다. 물은 2~3일, 3~4일 간격으로 주면 된다.